# Rambaud
Rambaud (en francès Rambaud) és un municipi francès situat al departament dels Alts Alps i a la regió de Provença – Alps – Costa Blava.

## Demografia
| 1846                                       | 1962 | 1968 | 1975 | 1982 | 1990 | 1999 | 2006 | 2017 |
| ------------------------------------------ | ---- | ---- | ---- | ---- | ---- | ---- | ---- | ---- |
| 288                                        | 202  | 182  | 218  | 271  | 294  | 279  | 345  | 376  |
| Des de 1962: població sense dobles comptes |      |      |      |      |      |      |      |      |

## Administració
| Període       | Identitat      | Partit |
| ------------- | -------------- | ------ |
| 2001-2014     | Marc Beynet    | PS     |
| 2014-2020     | Patrick Pernin |        |
| maig de 2020- | Lionel Roux    |        |